# Conversmin
Conversmin este o companie cu capital integral de stat din România, care are ca obiect principal de activitate conservarea minelor și carierelor.